# بارسغان
بارسغان (بالإنجليزية: Barskon)‏ هي مستوطنة تقع في قيرغيزستان في ايسيك كول أوبلاستي. يقدر عدد سكانها بـ 6,912 نسمة وترتفع عن سطح البحر 1,753 متر.

## أعلام
- سُبُكْتِكِيْن
- محمود الكاشغري